# Parafia Świętych Apostołów Piotra i Pawła w Zabrniu
Parafia Świętych Apostołów Piotra i Pawła w Zabrniu – parafia rzymskokatolicka znajdująca się w diecezji sandomierskiej w dekanacie Nowa Dęba. Erygowana została w 1983 roku przez biskupa Ignacego Tokarczuka.